# Break (Tanzen)
Ein Break, engl. Pause, bezeichnet in einem Musikstück einen betonten Schlag mit einer anschließenden Phase, in der der durchgehende Grundrhythmus (der Beat) und oft auch die Musik ganz aussetzt.
Beim Tanzen bezeichnet Break das kurzzeitige Stoppen aller Bewegungen. Wenn die Musik aussetzt, sollte bei einer gelungenen Interpretation gleichzeitig das Tanzpaar einen Break tanzen. Man kann natürlich auch Tanzfiguren in einem Break tanzen, was meistens zur Folge hat, dass die Figuren während des Stops stark verzögert getanzt werden.
Der Begriff Break (Tanzen) ist nicht zu verwechseln mit Breakdance.